# ジロ・デ・イタリア 1961
ジロ・デ・イタリア 1961(Giro d'Italia 1961) は、自転車による競走である「ジロ・デ・イタリア」の44回目のレースである。1961年5月20日から6月11日まで行われた、全21ステージ、全行程4,004kmであった。

## 総合成績
|    | 選手名                         | 国籍           | 時間            |
| -- | ------------------------------ | -------------- | --------------- |
| 1  | アルナルド・パンビアンコ       | イタリア       | 111時間25分28秒 |
| 2  | ジャック・アンクティル         | フランス       | + 3分45秒       |
| 3  | アントニオ・スアレス           | スペイン       | + 4分17秒       |
| 4  | シャルリー・ゴール             | ルクセンブルク | + 4分22秒       |
| 5  | ギド・カルレージ               | イタリア       | + 8分08秒       |
| 6  | ハンス・ユンカーマン           | 西ドイツ       | + 12分25秒      |
| 7  | リック・ファン・ローイ         | ベルギー       | + 12分38秒      |
| 8  | ギヨーム・ファン・トンヘルロー | ベルギー       | + 14分18秒      |
| 9  | カルロ・ブルニャーミ           | イタリア       | + 16分05秒      |
| 10 | ニーノ・デフィリッピス         | イタリア       | + 16分23秒      |

## マリア・ローザ 保持者
| 選手名                         | 国籍     | 区間      |
| ------------------------------ | -------- | --------- |
| ミゲル・ポブレット             | スペイン | 第1-第6   |
| アントニオ・スアレス           | スペイン | 第7       |
| ギヨーム・ファン・トンヘルロー | ベルギー | 第8-第9   |
| ジャック・アンクティル         | フランス | 第10-第13 |
| アルナルド・パンビアンコ       | イタリア | 第14-最終 |

## 山岳賞
| 山岳賞 | ヴィト・タッコーネ         |
| 2位    | ガブリエル・マス・アルボナ |
| 3位    | イメリオ・マッシニャン     |